# Budčeves
Budčeves (en allemand : Budschowes) est une commune du district de Jičín, dans la région de Hradec Králové, en République tchèque. Sa population s'élevait à 170 habitants en 2022.

## Géographie
Budčeves se trouve à 17 km au sud-sud-ouest de Jičín, à 43 km à l'ouest-nord-ouest de Hradec Králové et à 64 km à l'est-nord-est de Prague.
La commune est limitée par Kopidlno à l'ouest et au nord, par Cholenice et Běchary à l'est, et par Chotěšice au sud.

## Histoire
La première mention écrite de la localité date de 1349.

## Transports
Par la route, Bříšťany se trouve à 3,5 km de Kopidlno, à 18 km de Jičín, à 57 km de Hradec Králové et à 84 km de Prague. 